# Руби (пиштољ)
Руби М1914 (енгл. Ruby pistol), шпански полуаутоматски пиштољ са почетка 20. века.

## Историја
Компанија Габилондо и Урести основана је 1904, производећи јефтине револвере типа Велодог, а од 1909. и полуаутоматске пиштоље. Од 1914. почели су да производе полуаутоматски пиштољ типа Еибар под називом Руби, а почетком 1915. добили су огроман уговор од француске војске, која је наручила 10.000 комада месечно - број који је после 6 месеци порастао на 30.000 месечно.

## Карактеристике
Руби је био полуаутоматски пиштољ калибра 7,65 мм, на принципу трзања затварача. Овај пиштољ производио се до 1919. Исто име коришћено је и за мању верзију овог пиштоља, калибра 6,35 мм, која је остала у производњи до 1925. Од 1925. до 1930. поново је покренута производња пиштоља Руби калибра 7,65 и 9 мм.